# 秋山絵美
秋山 絵美（あきやま えみ、1968年12月1日 - ）は、神奈川県出身の元アイドル、元歌手。

## 来歴
TBS系バラエティ番組『モモコクラブ』桃組1910番としてレギュラー出演。
1987年6月21日、ファンハウスより「太陽のアラベスク」で歌手デビュー。この曲は自身もレギュラー出演したTBS系ドラマ『恋に恋して恋きぶん』の挿入歌、1988年にはTBS系ドラマ『来来!キョンシーズ』の主題歌「キョンシー!!!」を担当。歌手としての活動は1年ほどで、リリースされたシングルは4枚である。当時のファンクラブは「ホホエミCLUB」。

## ディスコグラフィ
| #            | 発売日        | タイトル                 | B面                    | 規格         | 規格品番     |
| ファンハウス | ファンハウス  | ファンハウス             | ファンハウス           | ファンハウス | ファンハウス |
| ------------ | ------------- | ------------------------ | ---------------------- | ------------ | ------------ |
| 1st          | 1987年6月21日 | 太陽のアラベスク         | 恋は二度目から…        | EP           | 07FA-1119    |
| 2nd          | 1987年9月5日  | 悲しき片思い             | 初めてのサマー         | EP           | 07FA-1125    |
| 3rd          | 1988年2月5日  | キョンシー!!!            | 蘭の園                 | EP           | 07FA-1141    |
| 3rd          | 1988年2月5日  | キョンシー!!!            | 蘭の園                 | CT           | 10FC-1108    |
| 4th          | 1988年6月25日 | ビューティフル・ヨコハマ | ブルーライト・ヨコハマ | EP           | 07FA-5024    |
| 4th          | 1988年6月25日 | ビューティフル・ヨコハマ | ブルーライト・ヨコハマ | 8cmCD        | 10FD-5025    |

### タイアップ
| 曲名             | タイアップ                        | 収録作品                     |
| ---------------- | --------------------------------- | ---------------------------- |
| 太陽のアラベスク | TBS系『恋に恋して恋きぶん』挿入歌 | シングル「太陽のアラベスク」 |
| キョンシー!!!    | TBS系『来来!キョンシーズ』主題歌  | シングル「キョンシー!!!」    |
| 蘭の園           | TBS系『来来!キョンシーズ』挿入歌  | シングル「キョンシー!!!」    |

## 出演

### バラエティ
- モモコクラブ（TBS）

### テレビドラマ
- 恋に恋して恋きぶん（TBS） - 倉沢靖子 役

## 表紙グラビア
- 『写真時代』（白夜書房）1987年8月号